# Gries, Rennweg am Katschberg
Gries je naselje v Občini Rennweg am Katschberg v Okraju Špital ob Dravi  na Koroškem v Avstriji.